# Margot Wallström
Margot Elisabeth Wallström (ur. 28 września 1954 w Skellefteå) – szwedzka polityk, działaczka Szwedzkiej Socjaldemokratycznej Partii Robotniczej, w latach 1999–2010 członkini Komisji Europejskiej, a od 2004 do 2010 jej pierwsza wiceprzewodnicząca, minister w socjaldemokratycznych rządach (w tym od 2014 do 2019 minister spraw zagranicznych).

## Życiorys
W 1973 ukończyła szkołę średnią. Zaangażowała się w działalność organizacji młodzieżowej socjaldemokratów – w latach 1974–1977 była ombudsmanem w Lidze Młodych Szwedzkiej Socjaldemokracji (SSU). Następnie do 1979 pracowała jako księgowa w kasie oszczędnościowej Alfa w Karlstadzie. Od 1979 do 1985 przez dwie kadencje sprawowała mandat posłanki do Riksdagu, po czym powróciła do poprzedniej pracy.
Od 1988 do 1991 wchodziła w skład rządu Ingvara Carlssona jako minister spraw obywatelskich (odpowiedzialny za sprawy konsumentów, kobiet i młodzieży). Przez rok kierowała regionalną telewizją TV Värmland. W 1993 dołączyła do komitetu wykonawczego Szwedzkiej Socjaldemokratycznej Partii Robotniczej (do 1999). W 1994 Ingvar Carlsson powierzył jej tekę ministra kultury w swoim drugim rządzie. W 1996 nowy premier Göran Persson powołał ją na urząd ministra spraw społecznych. W 1998 Margot Wallström wyjechała do Kolombo jako zastępczyni dyrektora zarządzającego Worldview Global Media.
Od września 1999 do listopada 2004 była komisarzem Unii Europejskiej ds. środowiska i komisji Romano Prodiego, następnie do lutego 2010 zasiadała w pierwszej komisji José Barroso jako jej pierwsza wiceprzewodnicząca odpowiedzialna za sferę spraw instytucjonalnych i strategię komunikacji społecznej. Po odejściu z KE została specjalnym przedstawicielem sekretarza generalnego ONZ ds. przemocy seksualnej podczas konfliktów.
Po wyborach w 2014 w utworzonym przez socjaldemokratów i zielonych mniejszościowym rządzie Stefana Löfvena została powołana na ministra spraw zagranicznych. Objęła również obowiązki wicepremiera. W styczniu 2019 w drugim gabinecie dotychczasowego premiera pozostała na stanowisku ministra spraw zagranicznych. Nadal też jako członek gabinetu z najdłuższym stażem pełniła funkcję wicepremiera zastępującego premiera. We wrześniu 2019 ogłosiła swoje odejście z rządu, kończąc urzędowanie jeszcze w tym samym miesiącu.

## Życie prywatne
Margot Wallström jest mężatką (mąż Håkan), ma dwóch synów – Viktora i Erika.